# 청도군의회
청도군의회는 경상북도 청도군 지역을 관할하는 기초의회이다.